# Inmaculada Concepción (Catedral de Astorga)
La Inmaculada Concepción es una talla de Gregorio Fernández realizada hacia 1626. Está ubicada en la Catedral de Astorga, en León (Castilla y León, España).

## Historia
Alfonso Mejía de Tovar, obispo de la diócesis de Astorga de 1616 a 1636, llevó a cabo una serie de importantes transformaciones en la catedral tales como la instalación, a su propia costa, de tres retablos dedicados respectivamente a la Virgen de la Majestad, Santa Teresa de Jesús y la Inmaculada Concepción. La traza arquitectónica de todos ellos corrió a cargo de Juan de Peñalosa, pariente del prelado que, además de sacerdote, era poeta, escultor y arquitecto. 
La talla que preside el retablo de la Inmaculada, también costeada por el obispo, fue elaborada por Gregorio Fernández y hay constancia de que la misma ya estaba terminada para 1626, pues el 25 de abril de ese año la imagen procesionó desde las casas del obispo hasta la catedral para la celebración, al día siguiente, del juramento y voto de defensa de la Inmaculada,: p. 37  de quien el prelado dejó escrito el siguiente texto en su obra De perfecto concionatore, relativo a una curación milagrosa experimentada por él mismo en 1624 por intercesión de Nuestra Señora de las Ermitas:: p. 42 

Ojalá redunde en alabanza de Dios todopoderoso y de la Inmaculada Virgen María, Madre de mi Señor Jesucristo, a la cual he tenido siempre desde mi infancia como patrona, dueña y señora y a quien amo y reverencio con toda el alma.: p. 37 

Según un manuscrito redactado por Peñalosa, a la procesión del 25 de abril acudieron:

... no sólo los capitulares de la Iglesia, mas toda la gente noble y más principal de la ciudad, deseosos se ver la belleza de tan admirable hechura, simulacro de una deidad soberana, y de servir por entonces de escuderos de ésta, cuya hermosura suspendió al descubrirse a todos con increíble admiración y gozo; que aunque obra de mano de hombre mortal, pero inmortal en la fama, persuadía a que era más divina que humana. Pues esta excelente imagen, que era de estatura natural de una tierna doncella, fija en sus andas de plata de costoso precio, en cuyo plano estribaba la urna o basa que sostenía el airoso cuerpo de esta bien dispuesta figura, asombro del arte, en quien más se esmeró su autor, con haber hecho otras muy célebres y ser él de los más insignes de España, aquí se aventajó con distancia conocida. Con esto se entiende ser el dicho Gregorio Hernández, vecino de Valladolid, maestro tan conocido como estimado por sus eminentes obras [...] toda en fin era bellísima, y donde parece que puso el non plus ultra y términos el arte admirable.

## Descripción
La imagen, de bulto redondo y con una altura de 1,90 metros sin incluir la peana, posee un rostro juvenil marcado por una expresión relajada y serena, esto último acentuado por unos párpados casi cerrados, motivo por el que los ojos, realizados en cristal, apenas resultan visibles, destacando a su vez un cabello largo y ondulado el cual cae sobre los hombros y la espalda. Fiel al resto de Inmaculadas de Fernández, la de Astorga muestra una disposición totalmente frontal y hierática no solo en la pose (brazos flexionados y manos juntas en actitud orante), sino también en los ropajes, caracterizados por su simetría y por seguir un esquema de pliegues angulosos con un patrón en zigzag en la base. La Virgen luce túnica blanca con cenefa rosada en las mangas y decorada toda ella con motivos florales, destacando en la cintura un cíngulo carmesí rematado por un vistoso lazo con flecos. El manto, en cuya parte posterior sobresale un nudo de gran tamaño, es de color azul y se ornamenta con estrellas doradas de bronce, luciendo un ribete de encaje natural. La Inmaculada aparece pisando un dragón en el que resaltan la boca abierta mostrando unos dientes afilados, las alas desplegadas y la cola retorcida. Detrás de él asoman las puntas de una media luna plateada, estando todo el conjunto sobre un escabel con volutas en los extremos. La Virgen, rodeada por una gran ráfaga de orfebrería desde los pies hasta el cuello, porta una corona sobre su cabeza, la cual se halla circundada a su vez por una aureola estrellada de latón.

## Legado
La Purísima de Fernández conservada en la Catedral de Astorga está considerada como probablemente una de las obras inmaculistas más logradas del escultor, en la que se aprecia el estilo impuesto por él a la hora de representar esta iconografía. Este estilo se opone radicalmente al canon creado por Martínez Montañés con La Cieguecita, elaborada poco después de la talla de Astorga; dicha obra generaría importantes cambios en el esquema seguido hasta ese momento y sentaría las bases para una nueva concepción artística.
En 2005 la talla tuvo el honor de formar parte de una exposición celebrada en la Catedral de la Almudena, mientras que el 4 de noviembre de 2021, con motivo de la clausura de la celebración del 550.º aniversario de la Catedral de Astorga, se dedicó un concierto a la Inmaculada.